# Exposició Universal de París (1878)
L'Exposició Universal de 1878 va ser la tercera Exposició Universal de París i va tenir lloc l'1 de maig al 31 d'octubre de 1878 ubicada al Camp de Mart de la capital francesa.

## Indret de l'exposició

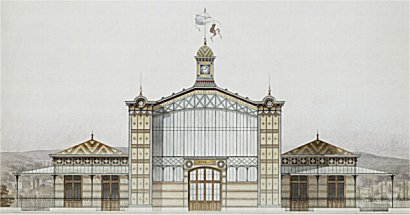
Estació del Camp de Mart

Els treballs de preparació de la manifestació només varen durar dinou mesos.
L'espai de l'exposició ocupava una superfície de 75 hectàrees al turó de Chaillot, dins de la zona del Camp de Mart.
El pont d'Iéna es va ampliar i realçar per enllaçar fàcilment el palau del Trocadéro i el palau del Camp de Mart situats a cada costat del Sena.
Per millorar l'indret, es refà l'Estació del Camp de Mart. S'instal·laren quatre vies a l'estació i es va construir un restaurant a l'avinguda de Suffren. L'arquitecte Just Lisch va estar l'encarregat del disseny de l'edifici de viatgers, una estructura metàl·lica amb parets de maóns amb amples vidrieres.
Es va condicionar a l'extremitat de l'Île aux Cygnes una passarel·la de vianants anomenada passarel·la de Passy.

## Palau de Trocadéro
El Palau del Trocadéro també anomenat palau de pedra va ser construït per a aquesta ocasió per l'arquitecte Gabriel Davioud i l'enginyer Jules Bourdais. En aquest punt el president Mac Mahon va rebre amb fast els ambaixadors i els prínceps estrangers. El palau estava dotat amb una sala de festes i una gran sala de concerts. Els frisos superiors de la façana tenen escenes degudes al talent de Charles Lameire. La ventilació de la sala es realitzava amb cinc mil boques d'aspiració d'aire situades entre cadascuna de les butaques i que expulsaven l'aire fora. La renovació amb aire fresc s'obtenia de la reserva natural d'aire temperat que constitueixen les cinc hectàrees de les antigues carreres sota el palau.
Aristide Cavaillé-coll construí un gran orgue per al Palau del Trocadéro. Aquest orgue li valgué a Cavaillé-Coll la distinció d'Oficial de l'orde de la Legió d'Honor.
L'enginyer Jean-Charles Alphand, especialista dels jardins parisencs i de les escenificacions de cascades, fou el responsable dels espais exteriors.
Les estàtues dels Continents que adornen la façana del palau del Trocadéro, han estat reinstal·lades davant el museu d'Orsay.

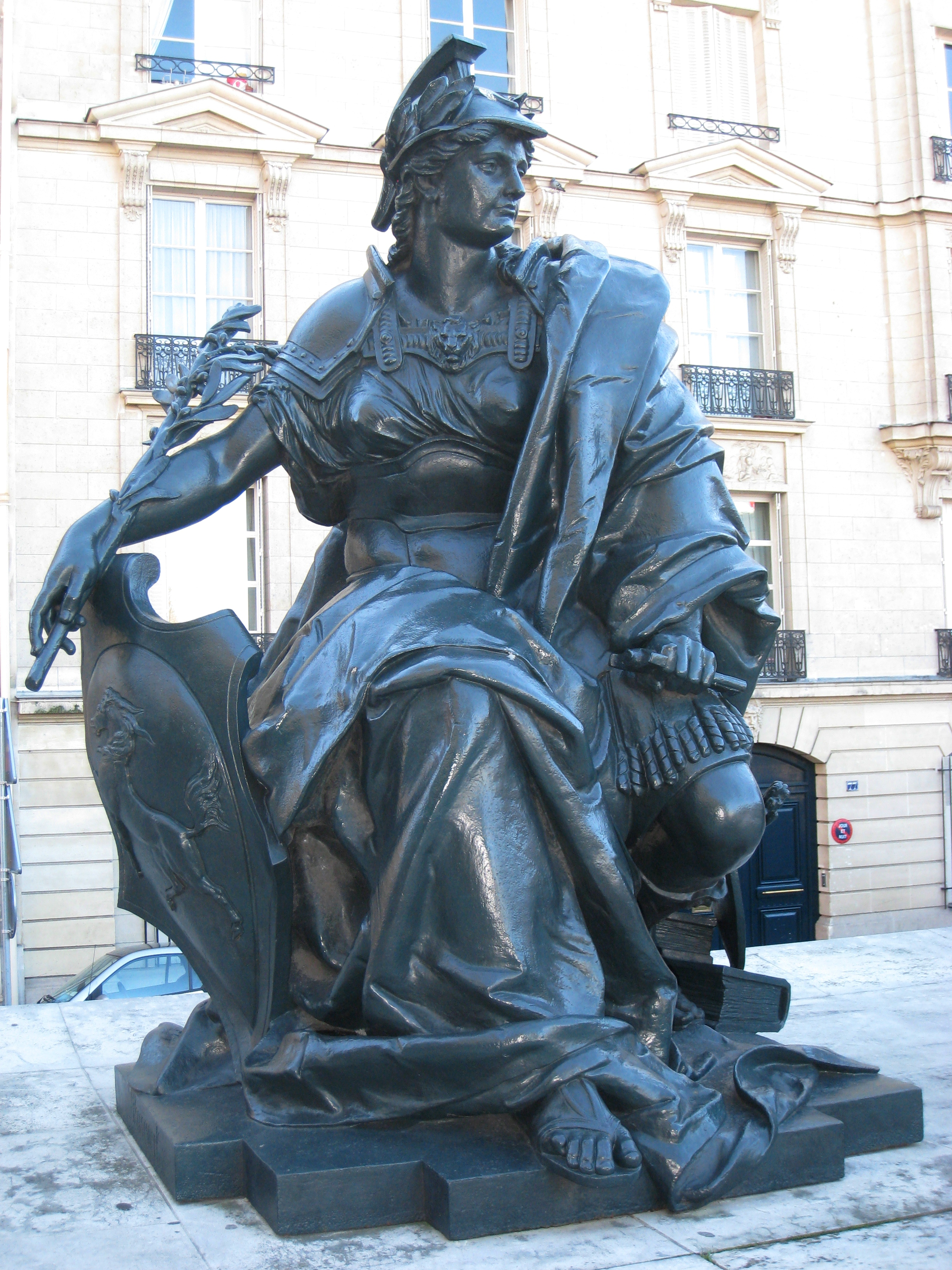
Europa d'Alexandre Schoenewerk
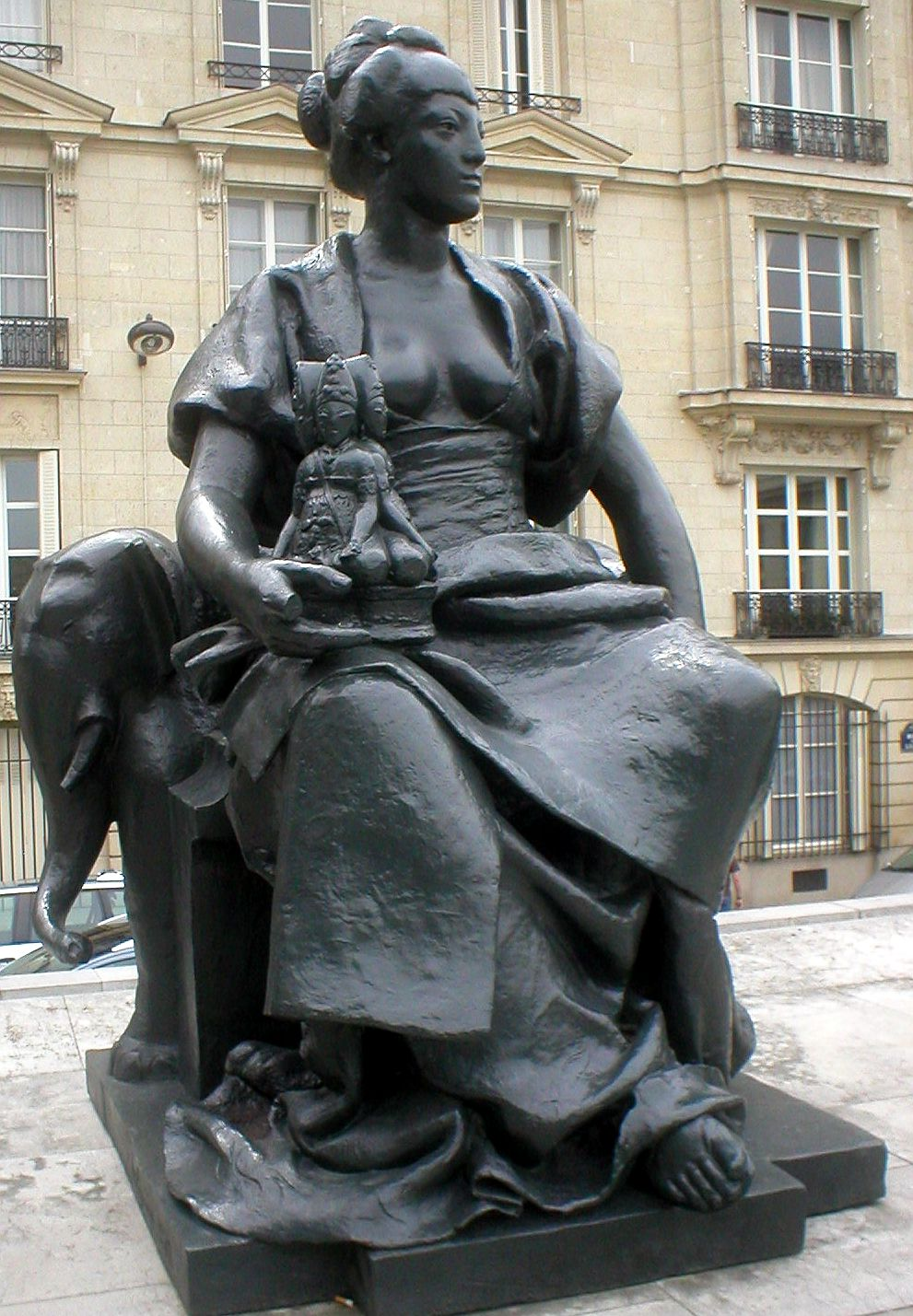
Àsia d'Alexandre Falguière
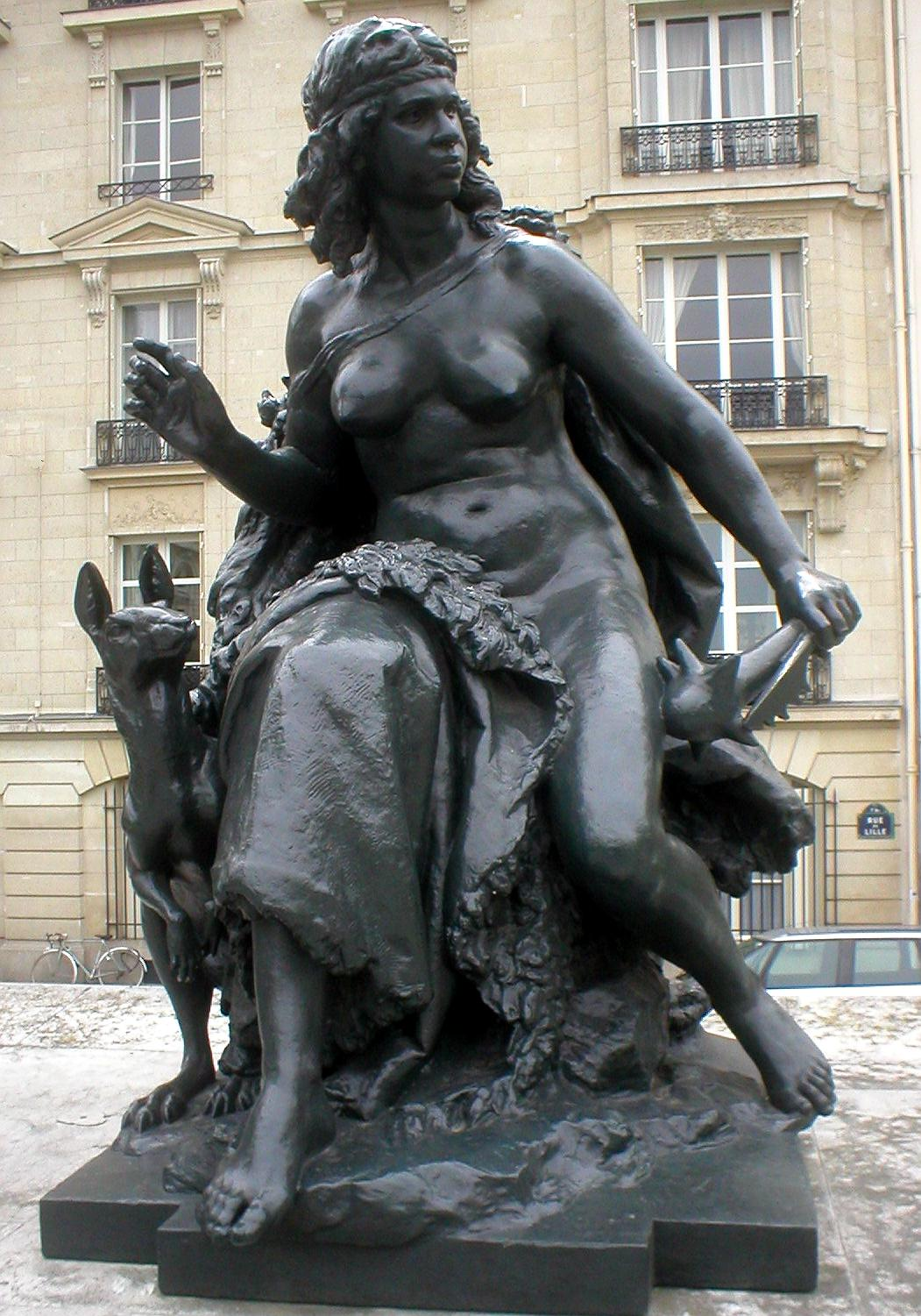
Oceania de Mathurin Moreau
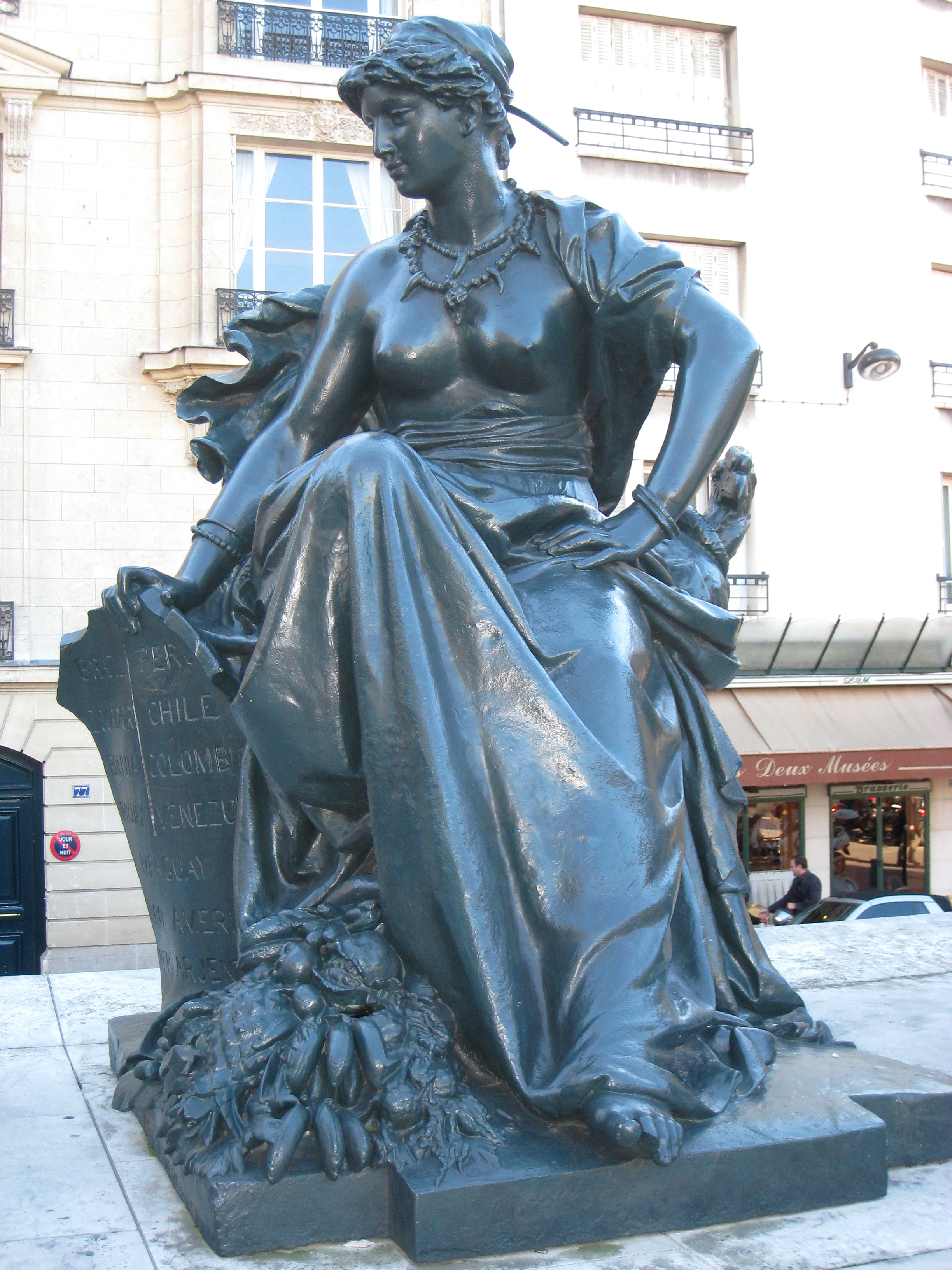
L'Amèrica del sud d'Aimé Millet

Algunes estàtues monumentals d'animals han estat igualment reubicades sobre l'atri d'Orsay. El rinoceront, el cavall amb rascle i l'elefant es troben als jardins del turó del Trocadéro, després de molts anys a la porta de Saint-Cloud. El bou, quart animal present, es troba avui a Nimes. Hi havia també dos toros al camp de Mart, no lluny del cap de l'Estàtua de la Llibertat de Bartholdi. Un d'ells està instal·lat davant l'entrada principal dels antics escorxadors de Vaugirard, reconvertit en el Parc Georges-Brassens amb una altra reproducció gairebé similar.

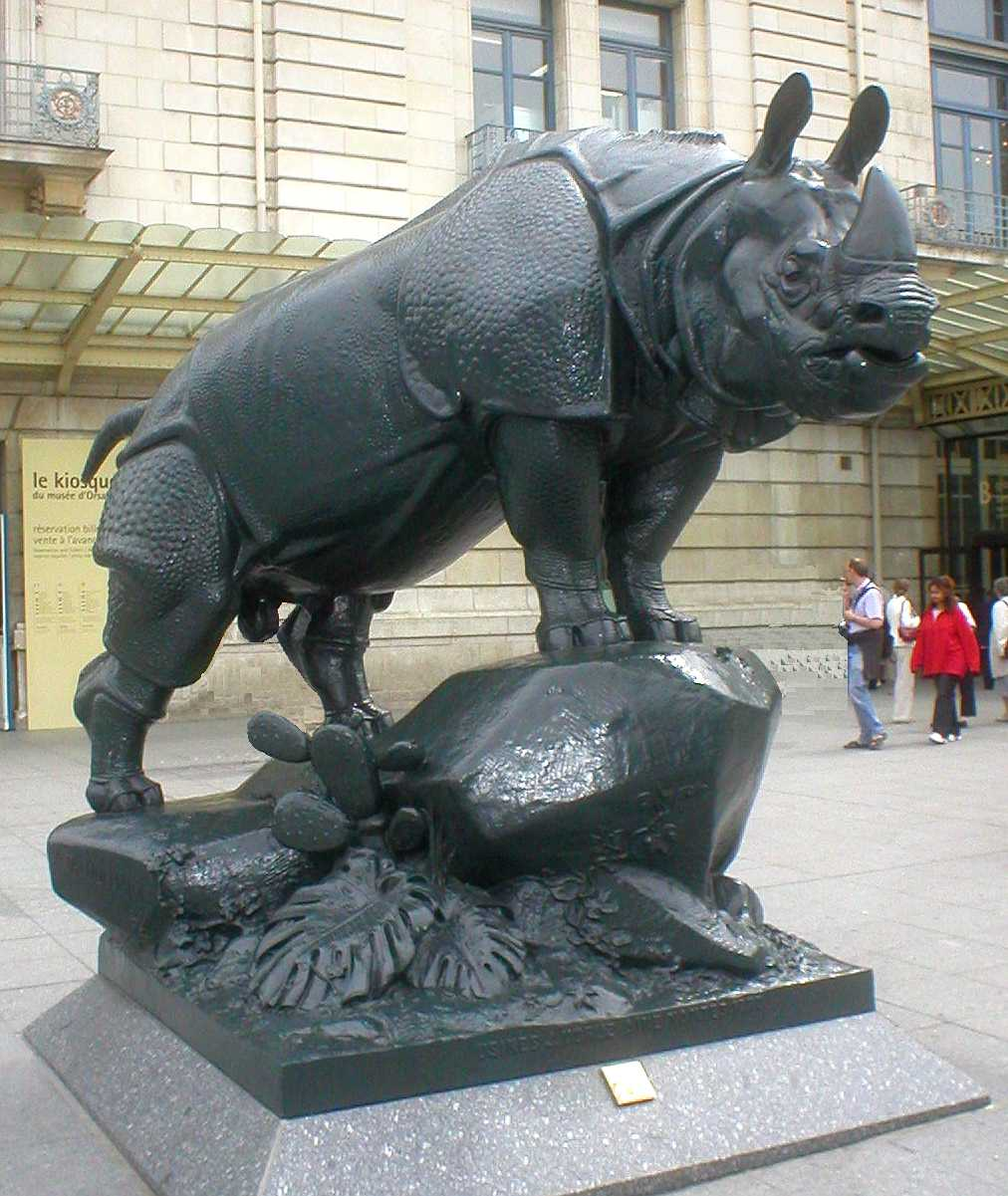
El rinoceront d'Alfred Jacquemart
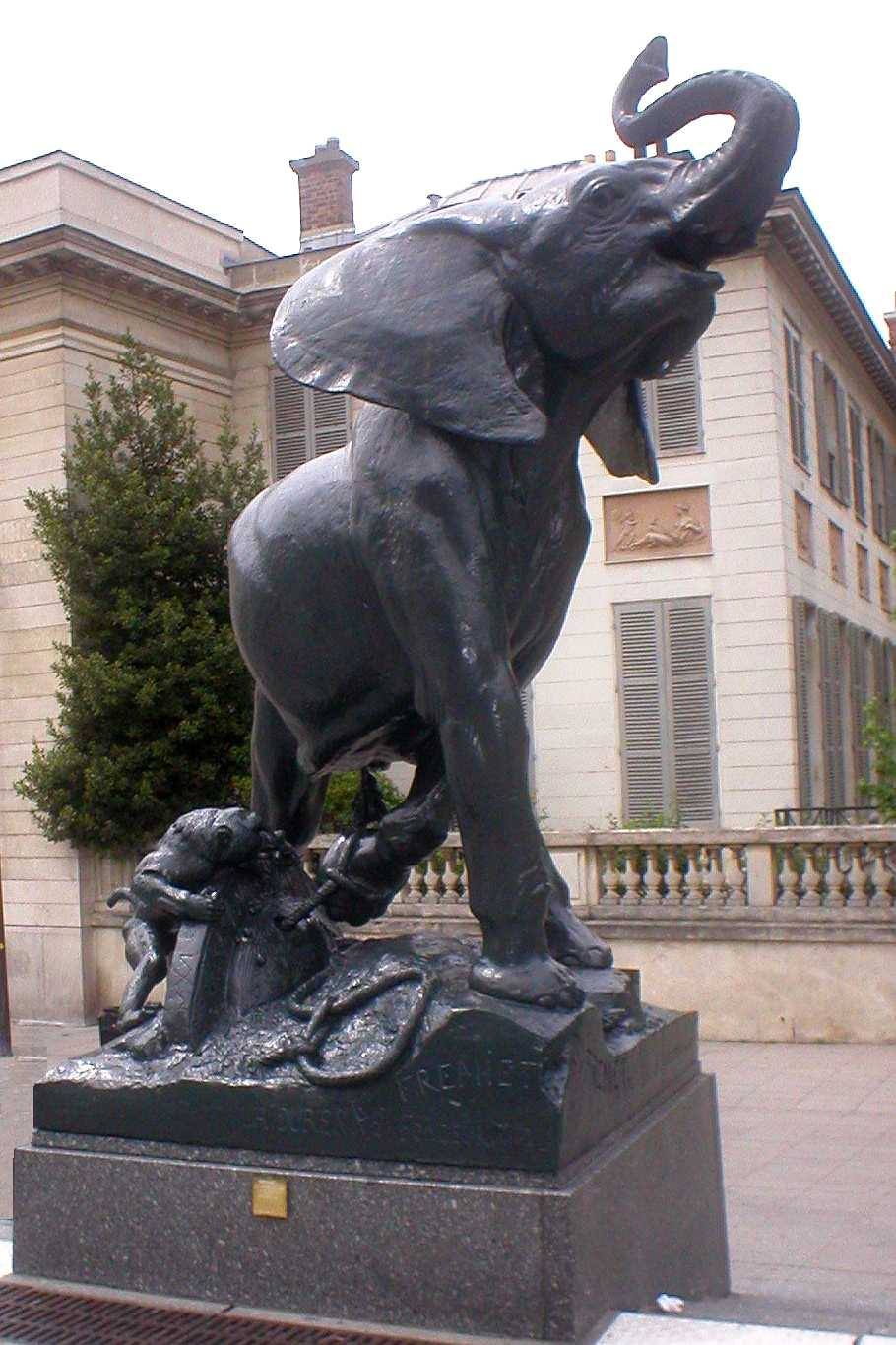
Jove elefant atrapat d'Emmanuel Frémiet
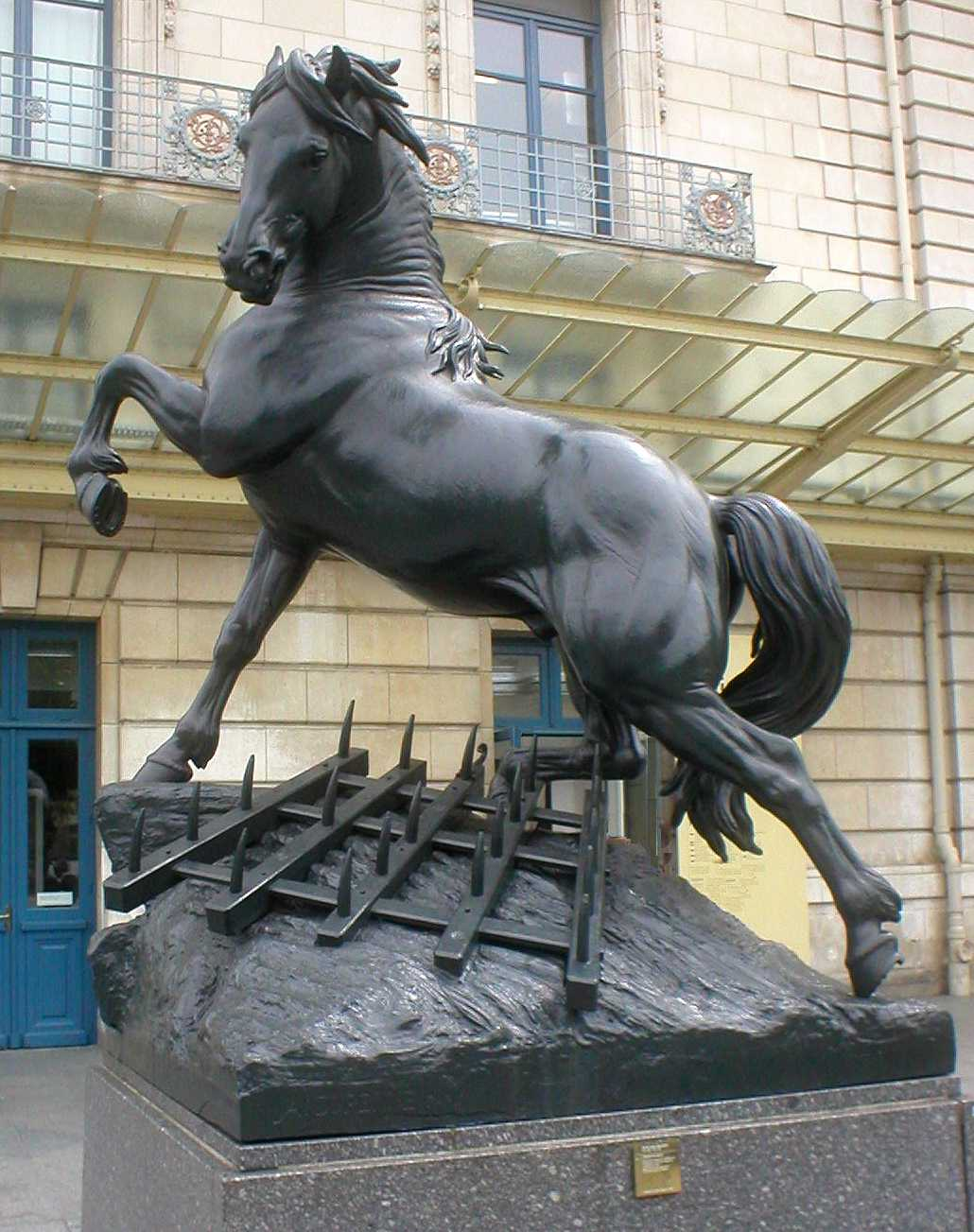
El cavall amb rascle de Pierre Louis Rouillard
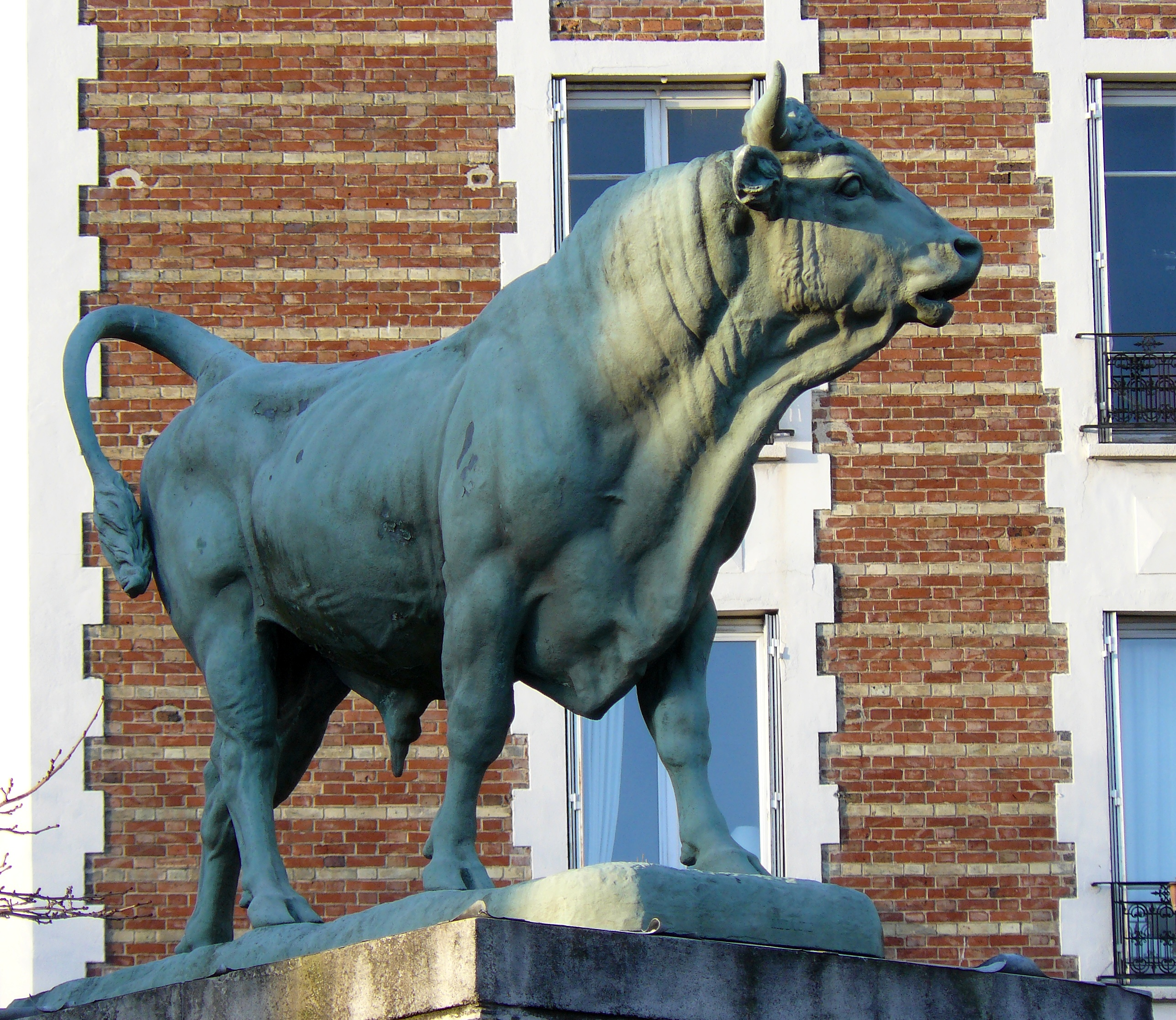
Toro del Parc Georges-Brassens d'Isidore Bonheur

## Palau de l'Exposició o palau del Camp de Mart

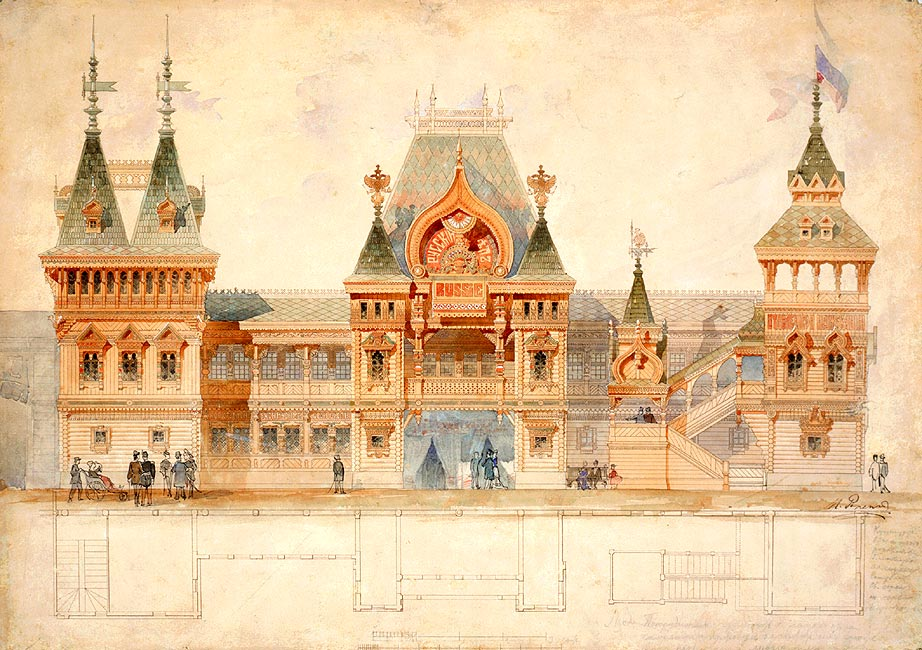
El pavelló rus

El Palau de l'Exposició, anomenat també Palau de ferro, que allotjava les trameses de totes les nacions, pot ser comparat amb un llarg hivernacle en escaquer. L'edifici ocupa una superfície de 420.000 m². És un vast rectangle amb sengles vestíbuls als costats nord i sud.
El primer vestíbul d'honor, es designa vestíbul d'Iéna, el segon s'anomena vestíbul escola militar.
L'enginyer responsable de les construccions metàl·liques fou Henri de Dion, mort abans de la fi de la construcció, i l'arquitecte Léopold Amédée Hardy. Els constructors que les varen realitzar varen ser les societats Fives-Lille i Schneider.
La carrer de les nacions amb les seves façanes típiques de cadascun dels països que exposaven ocupava tot un costat de l'edifici. L'altre costat estava reservat als productes francesos i colonials. El centre de l'edifici estava dedicat a les belles arts i a l'estand de la ciutat de París.
La Galeria del Treball exposava totes les riqueses del coneixement humà i permetia observar els obrers al treball. El món de les joguines presentava les joguines sàvies, petites màquines de vapor, trens amb maquinària de rellotge, jocs de construcció i les primeres nines animades.
Una secció d'antropologia permetia observar una sèrie de cranis d'assassins, en paral·lel a la realització d'un Congrés internacional de les ciències antropològiques.

## Construcció dels pavellons metàl·lics

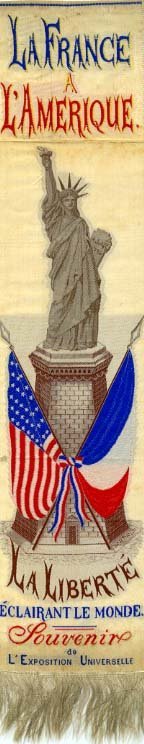
Cinta de seda distribuïda com a record

- Un dels edificis fou reconstruït sota el nom d'Hangar Y a Meudon, on encara existeix
- Un altre va ser construït a Belfort per a BMC.
- Una altra part fou reconstruïda sobre el moll del Loira, a l'extrem sud de la conca de la Villette, on serveix ara de cinema.
- Una part es va construir per a servir de gimnàs per a París, gimnàs Jean Jaurès, el 1888.
- Un altre edifici va servir parcialment com a cerveseria sobre l'indret industrial "El petit Fagnières" a Châlons-en-Champagne.

## Atraccions

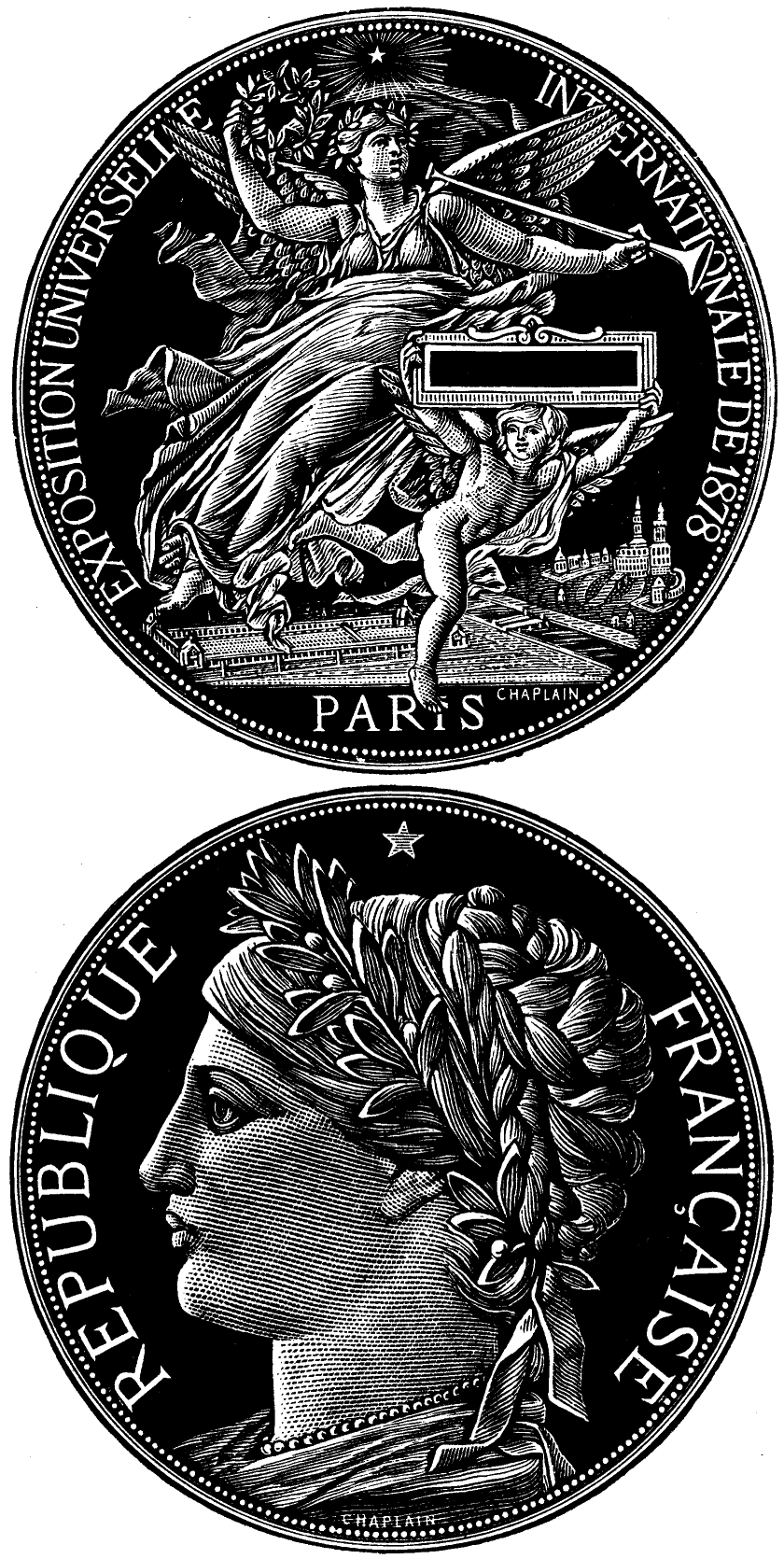
Moneda commemorativa

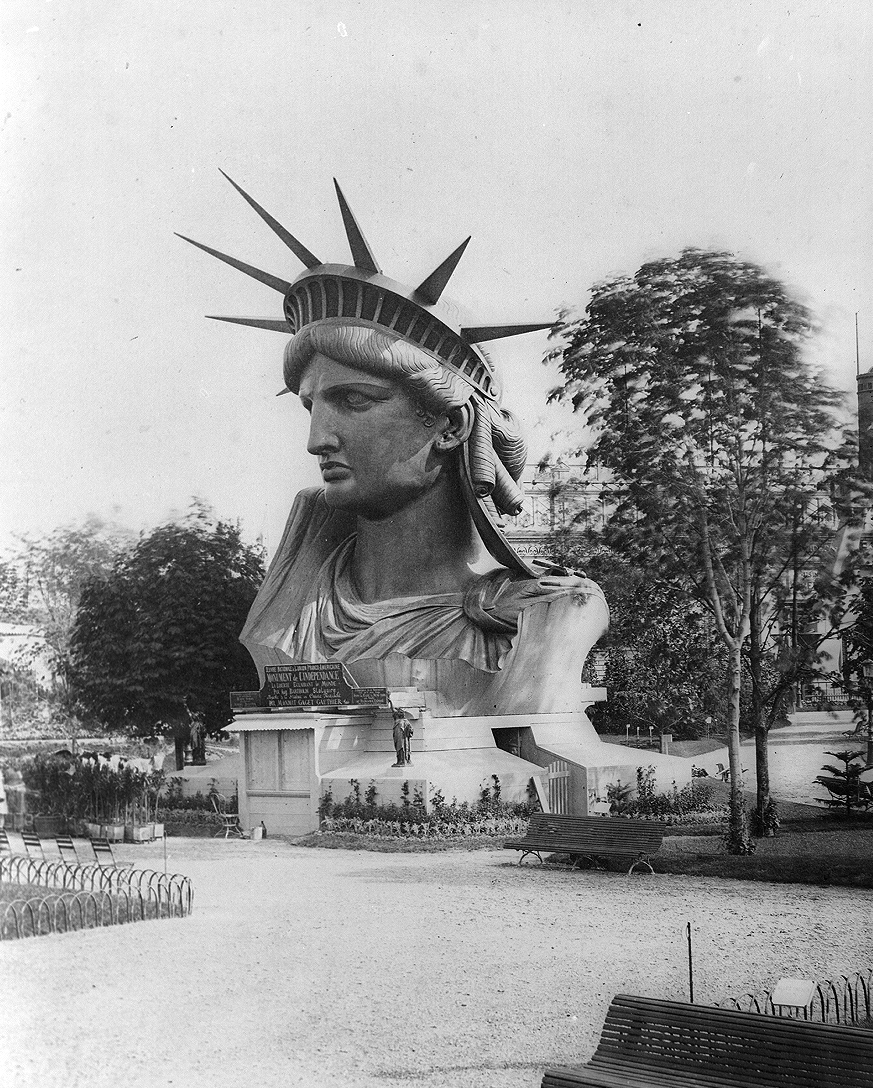
El cap de l'estàtua de la Llibertat

- El cap de l'estàtua de la Llibertat va ser exposat al Camp de Mart.

- L'aquari es va instal·lar en un indret d'antigues pedreres abandonades de pedra de construcció, situades al flanc del turó de Chaillot; un projecte de l'arquitecte Combaz. Estava integrat dins de la decoració dels jardins dibuixats per Alphand que l'envolta, una part és a cel obert i l'altra part subterrània utilitzant la formació de les antigues pedreres i imitant l'interior d'una gruta. Els animals es mostraven en basses, per a la zona a cel obert, i en peixeres i aquaris, per a la zona subterrània.[9]

Es diu que aquest globus, situat a les Teuleries, va enlairar en dos mesos tantes persones com en tota l'existència de vols aerostàtics, és a dir, en un segle aproximadament. Una desena d'ascensions per dia portaven els passatgers fins a més de 500 metres.
Paral·lelament al globus captiu, la màquina que servia per produir el gas va permetre inflar nombrosos globus lliures, permetent ascensions variades, de vegades per grups (fins a tres globus de manera simultània).
Va ser una de les atraccions estrella de l'exposició on 35.000 persones van volar així a la barqueta de l'enginyós Henri.
- La casa del Xampany Mercier exposà una tina de vi de xampany amb una cabuda de setanta-cinc mil ampolles. Aquesta bóta va ser superada en dimensió per la de la delegació de l'Imperi Austrohongarès que hi contenia cent mil litres.

- El pavelló japonès impressionà: "... els japonesos ens donen aquí una mostra de la seva arquitectura, que és destacable i molt remarcable. Els artistes de Yedo n'han aportat "tots els trossos de la seva illa" i els han ajuntat sobre el terreny. Mai l'afirmació que l'arquitectura és un art essencialment relatiu, ha estat més sensible, més clarament aplicada. Hi ha, a la porta japonesa, alguna cosa de primitiu i de refinat tot en conjunt.... " (Burty, Philippe, El Japó antic i la Japó modern, in l'Art, 4°any, volum Iv, divideix en toms XV, 1878, p.|242-243)

En efecte, el Japó va estar representat a l'Exposició amb un pavelló construït al carrer de les Nacions en el Camp de Mart, i una granja als jardins del Trocadéro. La crítica, els experts japonesos i els arquitectes, miren de considerar-los en fer descripcions dels punt importants. Per saber-ne més:

## Premis
L'exposició recompensava els millors productes de les arts, de l'artesanat i de la indústria. Les medalles concedides en el marc de les Exposicions Universals són específiques a cadascuna de les exposicions. Les medalles representen els valors universals de l'amistat dels pobles, del treball i són a la glòria de la República francesa. És l'escultor Eugène André Oudiné qui realitza la medalla de recompensa, declinada en tres colors, ara bé, diners i bronze.
- Frédéric Auguste Bartholdi presentà el model en guix a escala 1/3 del lleó de Belfort, el que va induir la ciutat de París a adquirir-lo.
- Léopold Flameng va ser condecorat en la categoria gravadors.
- Émile Reynaud obté una «menció d'honor» pel seu Praxinoscopi.
- Egide Walschaerts obté una medalla d'or pel seu Accionament de locomotora de vapor[14]

La Legió d'Honor va ser atorgada a Benjamin Peugeot, constructor de la màquina de cosir.